# Emanuele Ravot
Emanuele Ravot (Cagliari, 1814 – Cagliari, 1900) è stato un avvocato e politico italiano, sindaco di Cagliari dal 1884 al 1888.
Massone, fu membro della loggia Vittoria, fondata a Cagliari nel 1861.